# Jules Lefort
Pour les articles homonymes, voir Lefort.
Ne doit pas être confondu avec Jules Lefort (chimiste).
Jules Lefort (né à Paris le 27 janvier 1822 et mort à Paris 16e le 7 septembre 1898), est un chanteur lyrique français.

## Biographie
Baryton, il chante essentiellement dans les salons parisiens. Il est surtout connu pour avoir chanté En avant les zouaves !, chanson de Jules Verne sur une musique d'Alfred Dufresne publiée chez Ledentu en 1855 et la romance de Tannhäuser de Richard Wagner. En 1861, il tient le rôle de Lajarte au Théâtre-Lyrique dans Le Neveu de Gulliver.
On lui doit aussi l'ouvrage, De l'émission de la voix, paru chez Heu en 1868.